# 94 av. J.-C.
Cette page concerne l'année 94 av. J.-C. du calendrier julien proleptique.

## Événements
- 7 novembre 95 av. J.-C. (1er janvier 660 du calendrier romain) : début à Rome du consulat de Caius Coelius Caldus et Lucius Domitius Ahenobarbus[1].
  - Quintus Mucius Scævola est envoyé en mission pour réorganiser l’Asie. Publius Rutilius Rufus, ancien consul, juriste et philosophe stoïcien, l’accompagne. Il protège des provinciaux contre les extorsions des publicains, fermiers de la perception des impôts, et s’attire la haine de l’ordre équestre. De retour à Rome en 92 av. J.-C., il est accusé à tort de concussion, les membres du jury étant des chevaliers[2].
- Fin 95 ou  début 94 av. J.-C. : Mithridate VI, roi du Pont, allié de Tigrane II d’Arménie, qui a épousé sa fille, Cléopâtre, réussit à détrôner Ariobarzane de Cappadoce[3].

- Début du règne de Nicomède IV, roi de Bithynie (fin en 74 av. J.-C.)[4].
- En Syrie, Séleucos VI est chassé d’Antioche par Antiochos X Eusébès (le Pieux), fils d’Antiochos IX de Cyzique[5].

## Naissances
- Han Zhaodi, empereur chinois de la dynastie des Han occidentaux

## Décès
- Nicomède III, roi de Bithynie.